# Kijkduin

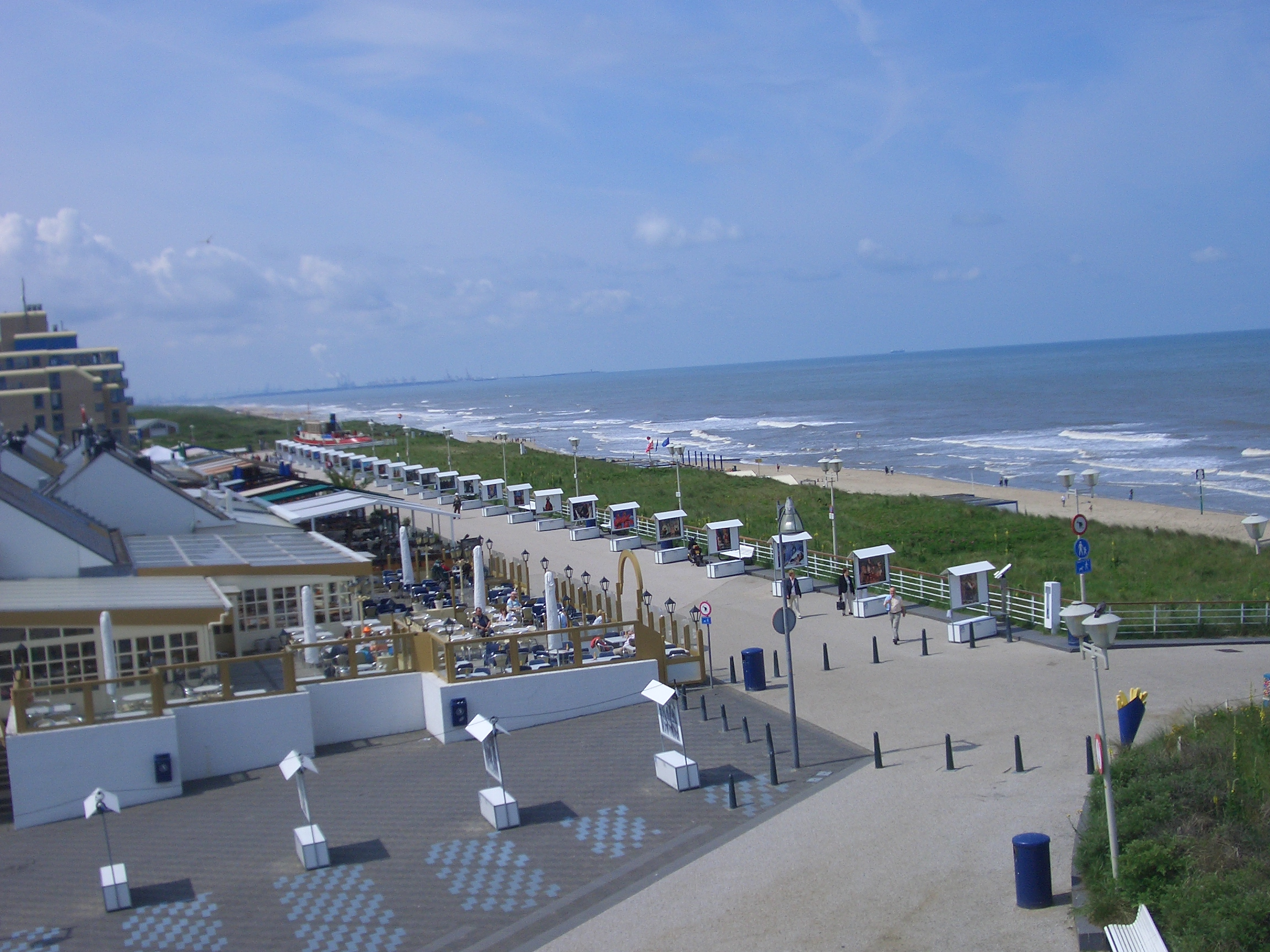
Kijkduin 2008

Kijkduin es un barrio de la ciudad holandesa de La Haya. Es más conocido por la playa que se sitúa en el barrio. Está menos ocupada que la otra playa de La Haya, Scheveningen. En el fin del siglo XIX, cuando La Haya estaba más lejos que ahora, construyeron unos hoteles. Después de la Segunda Guerra Mundial, solamente unos chiringuitos estaban intactos. Desde entonces, Kijkduin está reconstruido con bungalós y un bulevar.